# Kabinett Morgan I
Das Kabinett Morgan I war die dritte Regierung von Wales. Sie erfolgte auf die Bildung einer Koalitionsregierung zwischen der Welsh Labour Party und den Welsh Liberal Democrats am 16. Oktober 2000. Durch diesen Lib-Lab Pact hatte diese Regierung im walisischem Parlament eine Mehrheit. Das Kabinett Morgan I war bis zum 7. Mai 2003 im Amt.

## Regierungsumbildung
Der Stellvertretende Erste Minister und Minister für Wirtschaft Michael German trat im Jahr 2001 zurück um sich Betrugsvorwürfen zustellen. Deshalb wurde das Amt des Deputy First Ministers kommissarisch von Jenny Randerson übernommen und das des Wirtschaftsministers übernahm Morgan kommissarisch selbst. Als sich die Betrugsvorwürfe als unbegründet herausstellten, trat German wieder als Stellvertretender Erster Minister in das Kabinett ein und wurde Minister für Ländliche Entwicklung. Es kam zu einer großen Regierungsumbildung bei der Germans vormaliges Amt als Wirtschaftsminister von Andrew Davies übernommen wurde, der zuvor Minister für die Angelegenheiten des Parlaments war. Sein Amt übernahm dann Carwyn Jones, der zuvor Minister für Ländliche Entwicklung war.

## Kabinet

### Minister
| Amt                                                   | Bild | Name                            | Partei  | Partei    | Amtszeit  |
| ----------------------------------------------------- | ---- | ------------------------------- | ------- | --------- | --------- |
| First Minister                                        |      | Rhodri Morgan                   |         | Labour    | 2000–2003 |
| Deputy First Minister                                 |      | Michael German                  |         | LibDems   | 2000–2001 |
| Deputy First Minister                                 |      | Jenny Randerson (kommissarisch) | LibDems | 2001–2002 |           |
| Deputy First Minister                                 |      | Michael German                  | LibDems | 2002–2003 |           |
| Minister für Wirtschaft und Transport                 |      | Michael German                  | LibDems | 2000–2001 |           |
| Minister für Wirtschaft und Transport                 |      | Rhodri Morgan (kommissarisch)   |         | Labour    | 2001–2002 |
| Minister für Wirtschaft und Transport                 |      | Andrew Davies                   | Labour  | 2002–2003 |           |
| Minister für Landwirtschaft und ländliche Entwicklung |      | Carwyn Jones                    | Labour  | 2000–2002 |           |
| Minister für Landwirtschaft und ländliche Entwicklung |      | Michael German                  |         | LibDems   | 2002–2003 |
| Minister für Angelegenheiten des Parlaments           |      | Andrew Davies                   |         | Labour    | 2000–2002 |
| Minister für Angelegenheiten des Parlaments           |      | Carwyn Jones                    | Labour  | 2002–2003 |           |
| Minister für Kultur                                   |      | Jenny Randerson                 |         | LibDems   | 2000–2003 |
| Minister für Bildung                                  |      | Jane Davidson                   |         | Labour    | 2000–2003 |
| Minister für Umwelt, Planung und Transport            |      | Sue Essex                       | Labour  | 2000–2003 |           |
| Minister für Finanzen und Kommunalverwaltung          |      | Edwina Hart                     | Labour  | 2000–2003 |           |
| Minister für Gesundheit und soziale Sicherung         |      | Jane Hutt                       | Labour  | 2000–2003 |           |
| Kabinettsmitglied mit beratender Stimme               |      |                                 |         |           |           |
| Chief Whip                                            |      | Karen Sinclair                  |         | Labour    | 2000–2003 |

### Vizeminister
| Amt                                                                   | Name          | Name         | Partei    | Amtszeit  |
| --------------------------------------------------------------------- | ------------- | ------------ | --------- | --------- |
| Stellvertretender Minister für wirtschaftliche Entwicklung            |               | Alun Pugh    | Labour    | 2000–2003 |
| Stellvertretender Minister für Bildung und Weiterbildung              | Huw Lewis     | Labour       | 2000–2003 |           |
| Stellvertretender Minister für Gesundheit und soziale Dienste         | Brian Gibbons | Labour       | 2000–2003 |           |
| Stellvertretender Minister für Kommunale Verwaltung                   |               | Peter Black  | LibDems   | 2000–2003 |
| Stellvertretender Minister für den ländlichen Raum, Kultur und Umwelt |               | Delyth Evans | Labour    | 2000–2003 |